# Masanori Sekiya

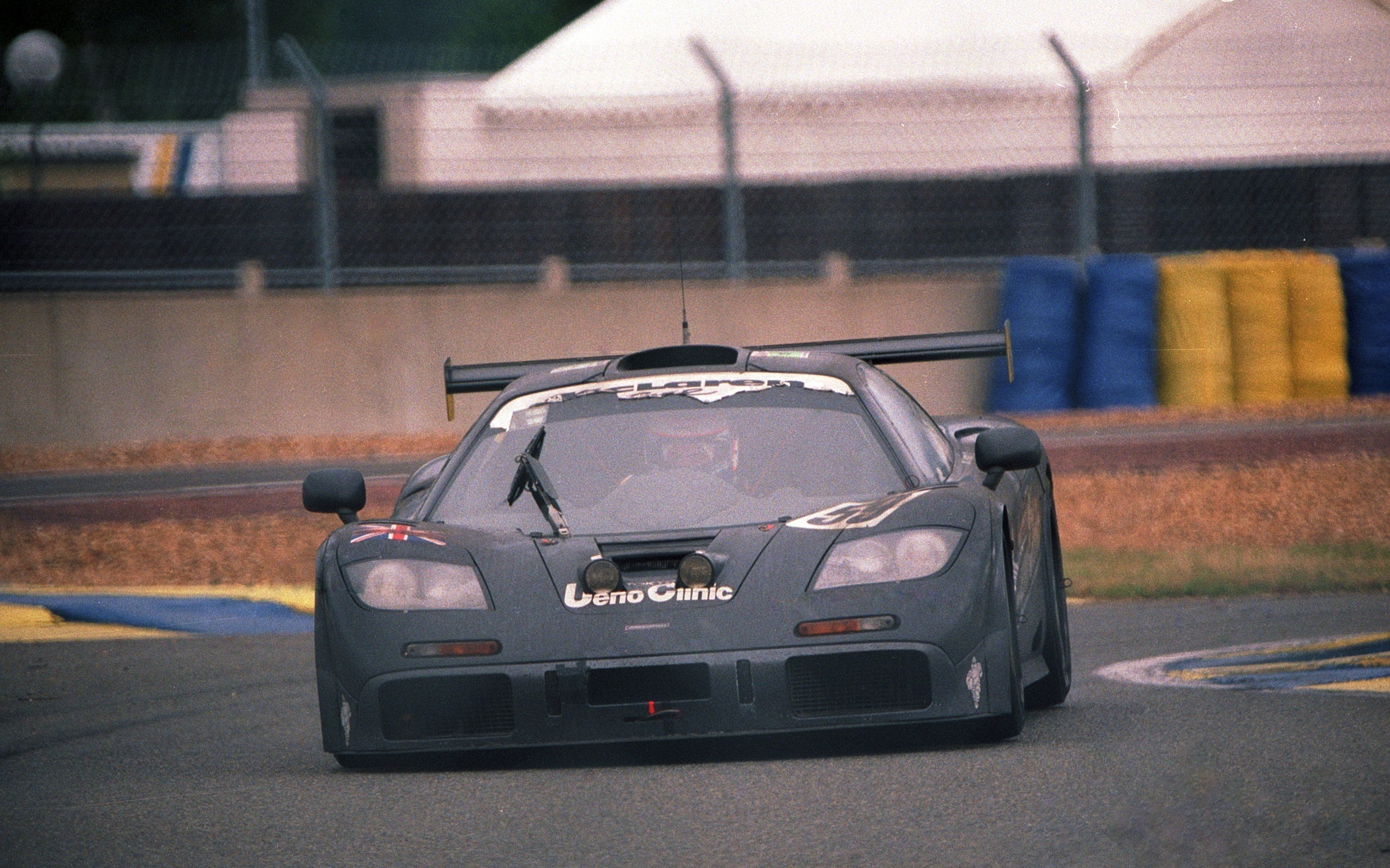
Sekiya sulla F1 GTR alla Le Mans 1995

Masanori Sekiya (関谷正徳?, Sekiya Masanori; Ikawa, 27 novembre 1949) è un ex pilota automobilistico giapponese, primo nipponico a vincere la 24 Ore di Le Mans nel 1995 su McLaren F1 GTR, nonché vincitore del Japanese Touring Car Championship 1994 e 1998.

## Palmarès
- 24 Ore di Le Mans 1995 su McLaren F1 GTR
  - Yannick Dalmas, JJ Lehto[3][4][5]
- 1000 km del Fuji 1987
- 1000 km di Suzuka 1987 e 1995